# Rosalind Pitt-Rivers
Rosalind Pitt-Rivers  FRS, (4 de marzo de 1907-14 de enero de 1990) era una bioquímica británica. Se convirtió en la segunda presidenta de la Asociación Europea de Tiroides en 1971. Ella sucedió a Jean Roche y fue seguida por Jack Gross en esta posición, los tres nombres inextricablemente ligados con el descubrimiento de la hormona tiroidea triyodotironina (T3).

## Educación y primeros tiempos
Pitt-Rivers  nació con el nombre "Rosalind Venetia Henley" el 4 de marzo de 1907 en Londres, fue la mayor de las cuatro hijas del honorable Anthony Morton Henley (1873-1925), capitán del 5th Royal Irish Lancers, y su esposa la honorable Sylvia Laura Stanley (1882-1980). Su padre fue el tercer hijo de Anthony Henley, 3er Barón Henley, y su madre, hija de Edward Stanley, 4º Barón Stanley de Alderley.
Se educó en casa y más tarde en Notting Hill & Ealing High School a la edad de trece años. Su interés por la química comenzó a la edad de doce años cuando un tío le regaló un set de química. Más tarde estudió en el Bedford College de Londres, donde se le otorgó una licenciatura en Ciencias en 1930 con honores de primera clase, y una maestría en 1931.

## Vida personal
En 1931 se casó como segunda esposa con George Pitt-Rivers (1890-1966), antropólogo y eugenista y nieto de Augustus Pitt Rivers (1827-1900), quien fundó el museo de antropología que lleva su nombre en Oxford. Ella se convirtió en la madrastra de los dos niños de su primer matrimonio, Michael y Julian. Dio a luz a un hijo, Anthony, en 1932, pero el matrimonio se disolvió en 1937.
Durante su matrimonio, su marido se había vuelto cada vez más pro-eugenista y antisemita, acercándose a los eugenistas alemanes y alabando a Mussolini y Hitler; en 1940 fue internado en la Torre de Londres.

## Carrera
Únicamente después de separarse de Pitt-Rivers en 1937, regresó a estudiar y obtuvo un doctorado en Bioquímica de Escuela de Medicina de la UCL en 1939.
Se unió al personal científico del Instituto Nacional de Investigación Médica(NIMR) en Mill Hill London en 1942, el instituto más grande del Reino Unido Medical Research Council (MRC). Más tarde se convirtió en directora de la División de Química y se jubiló en 1972.
Después de ayudar a Jack Gross con el descubrimiento de la hormona T3 y publicar sus hallazgos en The Lancet en 1952, obtuvo reconocimiento internacional. Fue elegida Amigos de la Royal Society (FRS) en 1954. En 1973 fue nombrada miembro del Bedford College de Londres, en 1983 miembro honorario de la Royal Society of Medicine, y en 1986 miembro honorario del Royal College of Physicians,
Sus publicaciones con Jamshed Tata incluyen The Thyroid Hormones (1959); The Chemistry of Thyroid Diseases (1960); y (con W. R. Trotter) The Thyroid Gland (1964).